# CS Turnu Severin
CS Turnu Severin, pe scurt CS Severin (inițial Gaz Metan CFR Craiova), a fost un club de fotbal din Drobeta-Turnu Severin, România.

## Istorie

### Perioada ca echipă a Craiovei
Clubul Gaz Metan CFR Craiova a luat naștere în vara lui 2007 prin fuziunea grupărilor Gaz Metan Podari și CFR Craiova. Găzarii promovaseră cu un an în urmă în liga a treia, în timp ce feroviarii tocmai câștigaseră barajul de promovare în cel de-al treilea eșalon. Pentru fuziune ambele tabere au făcut sacrificii: Gaz Metan a rupt acordul de colaborare cu Școala de Fotbal Gică Popescu, care oricum nu funcționa așa cum își dorea conducerea echipei din Podari, iar CFR Craiova a cedat locul de-abia câștigat în Liga a treia echipei Știința Malu Mare.
După ce s-au finalizat discuțiile și s-au semnat actele, noul club Gaz Metan CFR Craiova și-a stabilit obiectivul: promovarea în Liga a II-a. Considerat o utopie de majoritatea oamenilor de fotbal craioveni, dat fiind lipsa omogenității și tinerețea lotului.
Galben-vișinii au început ca din pușcă întrecerea, însă pe parcurs au fost depășiți de Internațional Curtea de Argeș, încheind sezonul regulat pe locul doi înclasament. Poziția i-a dus la barajul de promovare de la Alba Iulia, unde trupa lui Cristian Boldici nu a putut depăși Avântul Reghin și ACU Arad, ratând accederea în Liga a II-a.
După sezonul excelent, mulți prevedeau un recul în anul competițional 2008/2009. Nu a fost așa, galben-vișinii strângând rândurile în jurul lui Boldici și Luță și încheind turul la opt puncte distanță de urmăritoarea FC Caracal. În retur, Gaz Metan CFR a reușit să-și mențină prima poziție în clasament, și în al doilea an de la înființare a reușit o performanță remarcabilă: promovarea în B.Cu o nouă conducere tehnică, formată din Jerry Gane, Dragoș Bon și Ionel Luță, Gaz Metan CFR Craiova face o figură frumoasă pe a doua scenă fotbalistică a țării, reușind să rămână neînvinsă zece jocuri la rând, la mijlocul campionatului. Echipa e momentan la mijlocul clasamentului, în obiectiv: încheierea campionatului pe una dintre pozițiile 1-8.
Jucătorii exponențiali ai clubului de la Depou sunt căpitanul Ionuț Pătrană, Octavian Nicola, Eugen Rioșeanu, fost în lotul lui FC Național, George Feleagă – fost căpitan al Universității Craiova, Sorin Chivu, Laurențiu Preda și Alin Vigariu.
În sezonul 2009-2010 a avut cel mai bun parcurs în Cupa României, fiind însă eliminată de CFR Cluj în optimile de finală.

### Mutarea la Turnu Severin
În sezonul 2011-2012 aceasta și-a schimbat denumirea în Gaz Metan Severin, aceasta mutându-se de la Craiova pe stadionul Municipal din Turnu-Severin. Echipa are un parcurs bun în campionat reușind să termine sezonul pe locul 3. Profitând de faptul că FC Politehnica Timișoara nu primește licența, echipa reușește să promoveze pentru prima dată în Liga I. În sezonul 2012-2013 odată cu promovarea în Liga I echipa își schimbă denumirea în CS Turnu Severin însă nu reușește să evite retrogradarea întorcându-se după numai un singur an în Liga a II-a. La scurt timp după retrogradare, echipa a fost dizolvată, lăsând Drobeta-Turnu Severin, fără un club de fotbal pentru a doua oară în ultimii doi ani.

## Palmares
- Liga I
  - locul 16 (2012-2013)
- Liga a II-a
  - locul 3 (2011-2012)
- Liga a III-a
  - locul 1 (2008-2009)